# 造币厂站
造币厂站（法語：Hôtel des Monnaies）是布鲁塞尔地铁2号线和6号线的车站，位于比利时布鲁塞尔首都大区布鲁塞尔城与圣希利斯交界处。

## 名称
该站得名于附近的造币厂街，后者得名于1880-1969年间的布鲁塞尔造币厂。